# Hatha Yoga

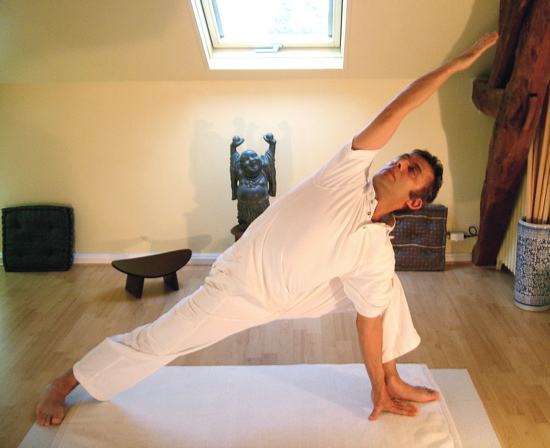
Una postura dello Hatha Yoga: Parshvakonasana.

Lo Hatha Yoga (Haṭhayoga) è una forma di Yoga basato su una serie di esercizi psicofisici, originati nelle scuole iniziatiche dell'India e del Tibet. Benché sviluppatosi in tempi antichissimi all'interno del subcontinente indiano, dove la religione predominante era quella induista, la pratica dello yoga non è necessariamente una pratica religiosa, né parte della sola religione induista, per questo ad oggi molto praticato anche in Occidente e varie altre aree del mondo da persone di svariate religioni e provenienze sociali ed etniche.
L'energia del sole non si attenua mai, mentre la luna svanisce ogni mese e poi di nuovo da luna nuova ridiviene piena.»
(B.K.S. Iyengar)

## Caratteristiche
Lo Hatha Yoga insegna a dominare l'energia cosmica presente nell'essere umano, manifesta come respiro, e quindi a conseguire un sicuro controllo della cosa più instabile e mobile che si possa immaginare, ossia la mente, sempre irrequieta, sempre pronta a distrarsi e a divagare.
In tal maniera lo yoga, influendo insieme sulla vita psichica e su quella fisica dell'individuo, che del resto vengono intese come strettamente congiunte, si propone di compiere una revulsione immediata dal piano dell'esperienza quotidiana, umana e terrena, e di attuare con grande prontezza il possesso della più alta beatitudine. Ecco perché lo Hatha Yoga è anche chiamato "la via celere".
Chi ne segue le regole non è più un uomo comune, ma diventa un Siddha, cioè un uomo perfetto. Uno dei segni ch'egli è un uomo perfetto è appunto lo straordinario dominio sugli elementi, quale si mostra con la pratica del Tummo, in virtù della quale l'asceta prova di poter cambiare per suo volere le condizioni stesse della vita.

## Le principali pratiche

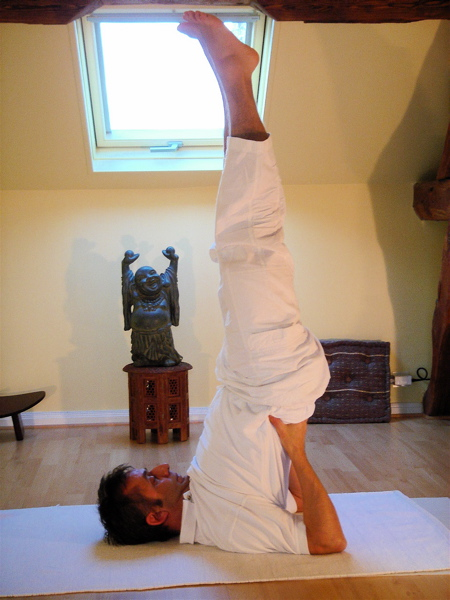
Un'altra postura dello Hatha Yoga: Sarvangasana, la posizione "della candela".

Questa breve descrizione della fisiologia indiana è utile per comprendere il significato delle principali tecniche "esteriori" dello Yoga.

### Asana
Gli Asana sono posture del corpo con le quali il praticante amplifica le caratteristiche e le attitudini mentali. Ogni postura fa confluire maggiore prana verso specifiche parti del corpo, irradiando le relative nadi ed i chakra interessati. Le posture, quindi, non sono soltanto complessi esercizi ginnici, bensì strumenti per incanalare l'energia nelle diverse parti del corpo.
Perché la pratica di Asana venga eseguita correttamente è necessaria una giusta attitudine del praticante conforme alle otto membra descritte da Patañjali nello Yoga Sūtra.

### Pranayama
Il Pranayama è un insieme di tecniche di respirazione che consente l'accumulo e l'utilizzo del prana.
Attraverso il controllo del respiro il praticante è in grado di purificare il corpo e la mente.

### Meditazione
La meditazione è il settimo degli otto passi descritti dal saggio Patañjali per raggiungere l'unione con Dio. La meditazione è il passo immediatamente precedente al Samadhi, ovvero l'unione del meditante con l'oggetto meditato, l'unione dell'anima individuale con l'Anima universale.

### Rilassamento
Le tecniche di rilassamento costituiscono una parte importante dell'Hatha Yoga. Il rilassamento secondo questo tipo di yoga consiste in una pausa rigeneratrice tra un'attività e l'altra ed è una cosa ben diversa dalla pigrizia e dall'ozio, basati invece sul rifiuto del lavoro. Gli esercizi di rilassamento agiscono sia a livello fisico che mentale; seguono generalmente il lavoro effettuato con le posture e gli esercizi di respirazione e costituiscono una premessa alle tecniche di meditazione.